# Kwas abietynowy
Kwas abietynowy (łac. Acidum abietis, od abies = jodła) – organiczny związek chemiczny należący do grupy kwasów żywicznych występujący naturalnie w żywicach drzew sosnowych (głównie jodły) lub otrzymywany z kalafonii.

## Historia
Preparaty zwane Acidum abietis/Acidum abieticum, izolowane z żywicy jodeł, były znane już w XVIII–XIX w. i stosowane jako diuretyki.

## Zastosowanie
Jest stabilizatorem oraz środkiem usztywniającym stosowanym do produkcji kosmetyków (np. mydeł oraz niektórych środków do mycia twarzy), a także do produkcji winylu, lakierów i plastiku.

## Działanie niepożądane
Kwas abietynowy może wywoływać reakcje alergiczne, a w przypadku zetknięcia także podrażnienia skóry i błon śluzowych. Jest szczególnie niebezpieczny i szkodliwy dla organizmów wodnych.